# Lulua adiopodoumensis
Lulua adiopodoumensis là một loài bọ cánh cứng trong họ Cerambycidae.